# Haootia quadriformis
Haootia quadriformis (лат.) — вид вымерших организмов, представитель эдиакарской биоты. Единственный вид в роде Haootia. Известный из отложений возрастом около 560 миллионов лет, организм идентифицируют как Staurozoa. Это древнейшее известное науке животное, обладавшее мышцами.

## Открытие и название
Первые окаменелости Haootia были обнаружены в нижнем слое геологической формации Фермюс, расположенной возле деревни Бэк-Коув на полуострове Бонависта в Ньюфаундленде. Фоссилии в 2008 году нашёл Мартин Бразье из Оксфордского университета. Однако, в соответствии с законодательством провинции Ньюфаундленд, образец нельзя было выкопать, так что исследователь сделал гипсовый слепок. Этот слепок (пластотип) ныне хранится в коллекции Музея естественной истории Оксфордского университета, а фактический ископаемый образец, или голотип, по-прежнему остаётся на северном берегу Бэк-Коув, примерно в 1,8 километра к северо-западу от города Мелроуз. Второй, неполный образец был обнаружен в формации Трепаси, возле деревни Бернт Пойнт на полуострове Бонависта.
Образцы были формально описаны в 2014 году группой палеонтологов под руководством Александра Лю. Родовое название Haootia происходит от слова Haoot из языка беотук, которое означает «демон», с отсылкой на поразительный внешний вид голотипа. По утверждению авторов описания, видовое название происходит от лат. quadri, что означает «четырёхкратный», и formis — «форма», и указывает на четырёхугольную симметрию тела. Однако правильное слово из классической латыни для слова «четырёхкратный» — quadruplex, а вместо слова formis следовало написать forma.

## Описание
Haootia quadriformis уникально отличается от любого другого эдиакарского образца, обнаруженного до сих пор, тем, что он состоит из пучков волокон, которые были идентифицированы как мышцы. Тело имеет четырёхугольную симметрию. Таким образом, общая организация тела соответствует ключевым чертам современных стрекающих. Окаменелость имеет размеры 56×37 миллиметров в диаметре. Это было животное с мягким телом, имеющее вид гладкой дисковидной структуры, соединённой относительно коротким стеблем с квадратным телом, содержащим многочисленные и равномерно выровненные линейные волокна. Эти волокна напоминают параллельно расположенные мышечные волокна; они проходят поперёк тела, соединяя соседние углы. Волокна простираются за каждый угол, формируя удлинённую ветвь, которая разделена на более мелкие дихотомические ветви. Из боковых краев квадратного тела также отходят меньшие ветви, которые тоже образуют дихотомически разветвлённые волокна.
Исследование структуры мыщц и морфологии указывает на то, что Haootia quadriformis относится к типу стрекающих, к классу ставрозоев.